# Juraj Hraško
Juraj Hraško (* 14. května 1931, Točnica, Československo) je slovenský politik, bývalý ministr životního prostředí a bývalý velvyslanec Slovenské republiky ve Švýcarsku. Do aktivní politiky vstoupil jako poslanec NR SR za SDĽ v roce 1992. Byl ministrem životního prostředí v Moravčíkově vládě a v roce 1998 kandidoval ve volbách na prezidenta republiky.